# Порт (фільм, 1975)
«Порт» — радянський художній фільм 1975 року, знятий режисером режисером Юрієм Чорним на Одеській кіностудії.

## Сюжет
В окупованій німцями Одесі діє група партизанського підпілля. Радянській розвідці стає відомо, що німці збираються знищити порт. Молода розвідниця Тоня Марченко влаштовується туди на роботу, щоб дізнатися про подробиці плану гітлерівців. Шеф гестапо вже запідозрив у ній підпільницю. Але завдання – врятувати одеський порт від руйнування під час відступу німців має бути виконане.

## У ролях
- Світлана Суховєй — Тоня Марченко (озвучення: Людмила Максакова)
- Борис Никифоров — Андрій Миколайович Котельников
- Володимир Січкар — Штумер
- Микола Сльозка — Федір Михайлович Бірюков
- Грігоре Грігоріу — Леон Петреску
- Віктор Бурхарт — Фолькінець
- Рогволд Суховерко — полковник Савицький
- Віталій Розстальний — Луговий
- Микола Мерзлікін — капітан Корнєв
- Олександр Бєліна — Мирон
- Юрій Дубровін — Віллі Штам
- Віктор Кондратюк — Яків
- Вадим Вільський — Єгор
- Олександр Стародуб — Віктор
- Віктор Поліщук — Поліщук
- Ольгерт Кродерс — штандартенфюрер
- Є. Бондаренко — епізод
- Геннадій Болотов — полонений
- Генріх Осташевський — Віктор Петрович Кравчук
- Хейно Мандрі — господар ресторану
- Г. Масанова — епізод
- Борис Савельєв — епізод
- Євген Філатов — німецький офіцер
- Юрій Тавров — підпільник
- Василь Яковець — епізод
- Леонід Петренко — епізод
- Г. Клейзмер — епізод
- Сергій Подгорний — Андрій Соколов
- Юліан Пислару — епізод
- Андрій Думініка — пан у ресторані
- Володимир Жаріков — епізод
- Ігор Класс — німецький офіцер
- Сергій Кустов — епізод
- Рудольф Мухін — епізод

## Знімальна група
- Режисер-постановник: Юрій Чорний
- Сценарист: Олександр Воїнов
- Оператор-постановник: Микола Ільчук
- Композитор: Віктор Власов
- Художник-постановник: Муза Панаєва